# Andrena heinrichi
Andrena heinrichi är en biart som beskrevs av Grünwaldt 2005. Andrena heinrichi ingår i släktet sandbin, och familjen grävbin. Inga underarter finns listade i Catalogue of Life.